# موروبوس
الموروپوس (Moropus؛ يعني "قدم بطيئة") هو جنس منقرض من مفردات الأصابع ينتمي إلى مجموعة تسمى chalicotheres والتي إستوطنت أمريكا الشمالية خلال عصر الميوسين من 23 إلى 13.6 مليون سنة مضت، تواجد لمدة تقدر بـ 9.4 مليون سنة، الموروپوس يمت بصلة قرابة للحصان الحديث والكركدنيات والتابيرات.